# Xestia pulverea
Xestia pulverea är en fjärilsart som beskrevs av George Francis Hampson 1903. Xestia pulverea ingår i släktet Xestia och familjen nattflyn. Inga underarter finns listade i Catalogue of Life.